# Dequaliniumchlorid
Dequaliniumchlorid ist ein Arzneistoff aus der Gruppe der Desinfektionsmittel auf quartärer Ammoniumbasis, der in der topischen Behandlung von Infektionen der Haut und Schleimhaut mit Bakterien oder Pilzen verwendet wird.

## Klinische Angaben

### Gynäkologie
In der Gynäkologie wird Dequaliniumchlorid bei bakterieller Vaginose eingesetzt. Daneben kommt es auch in Frage bei Fluor vaginalis, vulvo-vaginaler Candidiasis und Trichomoniasis. Es handelt sich um ein topisches Bakteriozid und Fungizid. Es besteht eine Anwendungsbeschränkung bei Frauen unter 18 oder über 55 Jahren.
Dequaliniumchlorid wird in Form von Vaginaltabletten jeweils abends über 6 Tage hinweg angewendet. Höchstens bei zeitlicher Überschneidung mit der Menstruation wird die Anwendung für diese Zeit unterbrochen und danach fortgeführt. Um die Wirkung sicherzustellen, ist die sechstägige Anwendung wichtig; auch wenn bereits keine Symptome mehr vorliegen sollten. Bei einem unsachgemäßen Abbruch der Anwendung besteht die Wahrscheinlichkeit von Rückfällen.
Die Anwendung ist kontraindiziert bei Ulzeration des Vaginalepithels. Zur Anwendung während der Schwangerschaft und Stillzeit bestehen keine Beschränkungen.
Mit Wechselwirkungen zwischen Dequaliniumchlorid und anderen Arzneistoffen ist nicht zu rechnen; es ist aber darauf zu achten, dass das Mittel nicht bei der alltäglichen Hygiene ausgewaschen wird. Insbesondere die gleichzeitige Anwendung von anionischen Substanzen wie Seife, Detergenzien oder anderen oberflächenaktiven Substanzen soll daher vermieden werden.

### Hals-Nasen-Ohrenheilkunde
Zur unterstützenden zeitweiligen Behandlung bei Entzündungen der Mund- und Rachenschleimhaut wird Dequaliniumchlorid als Gurgellösung, Mundspray oder Lutschpastille eingesetzt.

### Dermatologie
Dequaliniumchlorid wird auch in der Behandlung von oberflächlichen Entzündungen und Infektionen der Haut (Follikulitis, Impetigo contagiosa, infizierte Ekzeme etc.) eingesetzt. Es soll die antimikrobielle Wirkung des Antibiotikums Bacitracin, mit dem es kombiniert wird, erweitern.

## Pharmakologische Eigenschaften
Dequaliniumchlorid wird von der Bakterien-Oberfläche adsorbiert und diffundiert dann durch die Zellmembran, wobei die Permeabilität der Membran gestört wird. Im Zellplasma führt es zur Denaturierung der Proteine der Atmungskette und Glycolyse der Bakterien, was den Metabolismus und die ribosomale Protein-Synthese schwächt. Außerdem inhibiert es die mitochondriale ATP-Synthese. Es ist auch bekannt, dass das Dequaliniumion durch Interkalation der Aminochinaldin-Einheit zum Ausfallen von Nukleinsäuren aus dem Zellplasma führen kann. In höheren Konzentrationen tritt Lysis der Bakterien ein.
Dequalinium besitzt in vitro sowohl eine antimikrobielle Wirkung gegen gram-positive und gram-negative Bakterien, als auch gegen Hefen und Protozoen.

## Sonstige Informationen

### Chemische und pharmazeutische Informationen
Dequaliniumchlorid ist ein Dichlorid und gehört zur Klasse der Bolaamphiphile. Es ist symmetrisch in dem Sinne, dass die beiden hydrophilen Enden des Moleküls identisch sind (siehe Chinaldin). Diese Aminochinalidinium-Einheiten sind über die Stickstoff-Atome im Ring mit einer Decyl-Kette verknüpft. Somit ergibt sich auch der Trivialname als Kontraktion der Namen dieser Untereinheiten. Neben dem Chloridsalz sind auch Salze mit Bromid, Iodid, Acetat und Undecenoat bekannt. Bisher besteht zur Synthese von Dequaliniumchlorid nur Patent-Literatur.
| Numerische Identifikatoren des Kations und des Chlorids |             |                    |
| Name                                                    | Dequalinium | Dequaliniumchlorid |
| Strukturformel                                          |             |                    |
| CAS-Nummer                                              | 6707-58-0   | 522-51-0           |
| PubChem                                                 | 2993        | 10649              |
| ChemSpider                                              | 2886        | 10201              |
| EG-Nummer                                               | –           | 208-330-9          |
| ECHA-ID                                                 | –           | 100.007.575        |

### Geschichtliches
Die früheste bekannte Markteinführung von Dequaliniumchlorid war 1958 in Kanada (Handelsname Dequadin). Auch in Österreich gab es schon 1967 eine Markteinführung unter dem Namen Eucillin.

## Handelsnamen
- Monopräparate: Fluomizin (D,[6]  Hersteller Pierre Fabre Pharma, A), Tonsillol (A)
- Kombinationspräparate: Dequonal (D, A), Wick Sulagil Halsspray (D, A), Eucillin „B“ (A)